# SGディナモ・ドレスデン
SGディナモ・ドレスデン（ドイツ語: Sportgemeinschaft Dynamo Dresden e. V.）は、ドイツの東部、ザクセン州の州都ドレスデンを本拠地とするサッカークラブチームである。旧東ドイツ時代は、8度のリーグ優勝を果たした古豪。

## クラブの歴史

### クラブの創設
ドレスデンには、1898年に創設されたドレスナーSCがあり、ドイツの強豪クラブとしてドレスデン市民に愛されていた。しかし、第二次世界大戦後に共産党政権が成立すると、スポーツにまで国家の厳しい統制下におかれ、ドレスナーSC（SCフリードリヒシュタットと改称）は1950年に解散させられた。この後、ドレスデンにできたクラブがディナモ・ドレスデンであった。「ディナモ」とは、国家秘密警察に関連したスポーツクラブに冠されたクラブ名である。各地から17名の強豪選手が集められ、1953年にDDRオーバーリーガ（東ドイツ1部リーグ）で初優勝を果たした。
東ドイツのクラブは、国家の統制下におかれていた。言いかえれば、国家の名を借りて、高級官僚がクラブを私物化することができた。ドレスデンの成功に不満を抱いた国家保安省の中心人物エーリッヒ・ミールケが、ベルリンに強豪クラブを設けたいとの私情から、ディナモ・ドレスデンのレギュラー格の選手をベルリンへと連れ去った。こうしてディナモ・ベルリンが成立し、ディナモ・ドレスデンは3部リーグにまで降格した。

### 全盛期（1970年代）

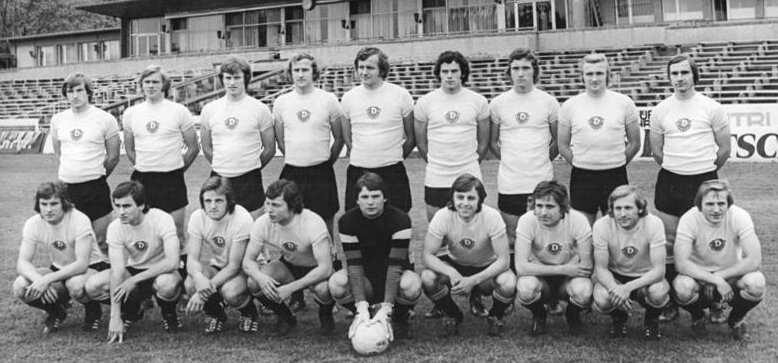
DDRオーバーリーガ1975-76シーズン優勝時のメンバー

1964年、ようやくディナモ・ドレスデンは1部復帰を果たした。ドレスデンの熱心なサポーターにも支えられ、1967年には限られた戦力の中4位にまでつけるが、翌年に再び2部へ降格した。しかし、東ドイツ政府が、代表チーム強化を狙って特定クラブに有力選手を集中させる政策をとり、ドレスデンもその一つとなった。そのため、1970年代に復活を果たし、5度のリーグ優勝を果たした。その中には、1977年から1979年のリーグ3連覇も含まれる。旧東独のクラブの中で、ディナモ・ドレスデンは異質なクラブであった。2万人以上の観客を集める熱心なファンがいたこと、規律にとらわれない自由なサッカーをする選手がいたこと等は、他のクラブではまず見られなかった。
1980年代、ベルリンの不振に不満をもった秘密警察の要人が、さらなるディナモ・ベルリンの強化を図った。審判までが国家権力の恐怖に怯え、レッドカードやPKの判定でベルリンの優勝に貢献した。こうした中でディナモ・ドレスデンは万年2位の地位にあった。

### 東欧革命

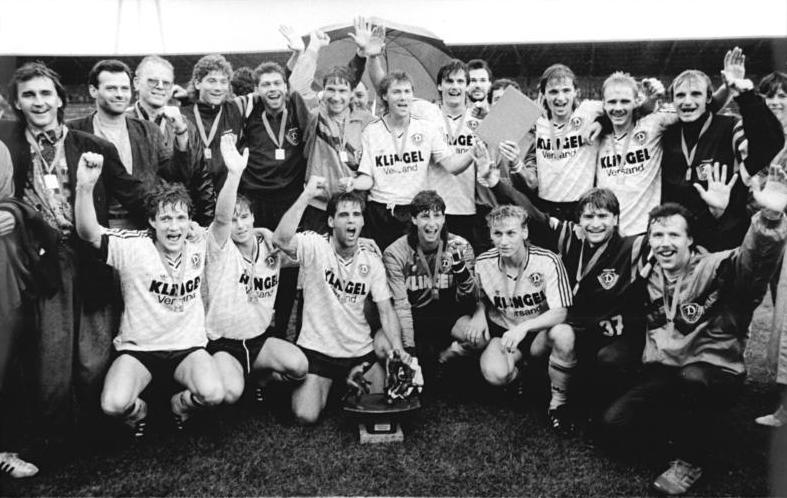
1990年のFDGBポカール優勝時のメンバー

1985年、ソビエト連邦の新指導者としてゴルバチョフが現れ、1989年の東欧革命で各国の共産党政権は崩壊へと向かった。これを象徴するかのようにディナモ・ベルリンは優勝を逃し、ディナモ・ドレスデンがリーグ戦2連覇を果たした。
東西ドイツの統一にともない、DDRオーバーリーガの最終年に2位だったディナモ・ドレスデンはブンデスリーガ1部へと編入された（1位と2位のみがブンデスリーガ1部へ編入された）。資本主義原理で動く旧西ドイツの各クラブは、旧東ドイツの優秀な選手を次々と引き抜いた。ドレスデンもマティアス・ザマー（VfBシュトゥットガルトへ移籍）、ウルフ・キルステン（バイエル・レバークーゼンへ移籍）などを失った。それでも、ディナモ・ドレスデンは4シーズンにわたって1部に留まり続けた。
ベルリンの壁が崩壊した際の、東西ドイツの市民が抱き合う姿は、一瞬の熱狂でしかなかった。まもなく「オッシー」（東ドイツの人々への蔑称）、「ヴェッシー」（西ドイツの人々への蔑称）と互いを称するようになり、スタジアムでも頻繁に旧東独のクラブに差別的なヤジが飛ばされた。同じ旧東独のハンザ・ロストックは1シーズンで2部へ降格したため、ディナモ・ドレスデンはブンデスリーガ1部で旧東ドイツを代表して孤軍奮闘を続けた。

### 現在

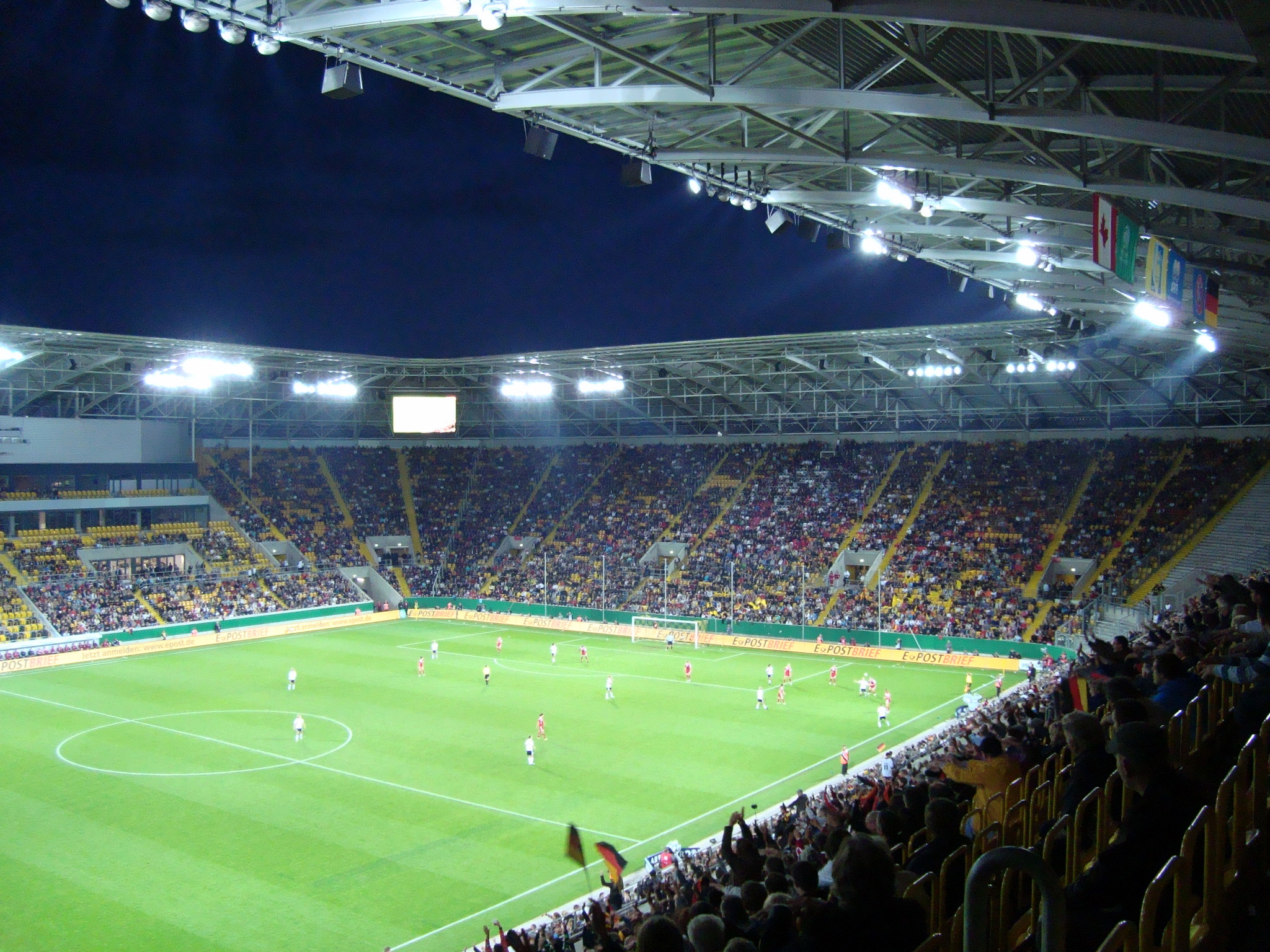
2009年に改築されたドレスデンのスタジアム

しかし、ディナモ・ドレスデンは資本主義的な経営のノウハウをまだ心得ておらず、優秀な選手を引き抜かれた際の移籍金もすぐに底をつき、クラブは巨額の負債を抱えることになった。1995年、ついにブンデスリーガ1部の最下位となり、経営問題からブンデスリーガ在籍のためのライセンスを剥奪され、2部ではなくレギオナルリーガ（3部）への降格を命じられた。レギオナルリーガでもディナモ・ドレスデンは苦戦を続けた。2000年にはついに4部リーグに降格した。皮肉なことに、かつての東ドイツ1部リーグの名称（オーバーリーガ）と統一ドイツ4部リーグの名称（オーバーリーガ）は同じであり、かつてのDDRオーバーリーガのトップクラブたちと3部昇格をめぐって熱戦を繰り広げた。2001年、FCカールツァイス・イェーナやVfBライプツィヒといったかつての東ドイツのライバルを倒し、3部リーグ復帰を成し遂げた。
2004年、ブンデスリーガ2部までディナモ・ドレスデンは戻ってきた。すぐに3部リーグに逆戻りしてしまったとはいえ、旧東ドイツ時代以来の熱心なサポーターは健在であり、いかなる政治的変動や在籍リーグにも関わらず、今も街のクラブに熱心な声援を送っている。
2008年にはブンデスリーガ再編で新設されたブンデスリーガ3部に所属となった。
2009年には本拠地のルドルフ＝ハルビッヒ＝シュタディオンを大規模改築し、後にグリュックスガス・シュタディオンと名を変えた。2010-11シーズンには3部で3位となり2部16位のVfLオスナブリュックをプレーオフで破り、2011-12シーズンの2部復帰を果たした。

## タイトル

### 国内タイトル
- 3. リーガ：2回
  - 2015-16, 2020-21
- DDRオーバーリーガ:8回

- 1953年
- 1971年

- 1973年
- 1976年

- 1977年
- 1978年

- 1989年
- 1990年

- FDGBカップ（東ドイツカップ戦）:7回

- 1952年
- 1971年

- 1977年
- 1982年

- 1984年
- 1985年

- 1990年

### 国際タイトル
- なし

## 過去の成績
| シーズン | ディビジョン      | ディビジョン | ディビジョン | ディビジョン | ディビジョン | ディビジョン | ディビジョン | ディビジョン | ディビジョン | DFBポカール |
| シーズン | リーグ            | 試           | 勝           | 分           | 敗           | 得           | 失           | 点           | 順位         | DFBポカール |
| -------- | ----------------- | ------------ | ------------ | ------------ | ------------ | ------------ | ------------ | ------------ | ------------ | ----------- |
| 2008-09  | ブンデスリーガ3部 | 38           | 13           | 11           | 14           | 46           | 46           | 50           | 9位          |             |
| 2009-10  | ブンデスリーガ3部 | 38           | 14           | 8            | 16           | 39           | 46           | 50           | 12位         | 1回戦敗退   |
| 2010-11  | ブンデスリーガ3部 | 38           | 19           | 8            | 11           | 55           | 37           | 65           | 3位          |             |
| 2011-12  | ブンデスリーガ2部 | 34           | 12           | 9            | 13           | 50           | 52           | 45           | 9位          | 2回戦敗退   |
| 2012-13  | ブンデスリーガ2部 | 34           | 9            | 10           | 15           | 35           | 49           | 37           | 16位         | 2回戦敗退   |
| 2013-14  | ブンデスリーガ2部 | 34           | 5            | 17           | 12           | 36           | 53           | 32           | 17位         | 禁止        |
| 2014-15  | ブンデスリーガ3部 | 38           | 16           | 8            | 14           | 52           | 48           | 56           | 6位          | 3回戦敗退   |
| 2015-16  | ブンデスリーガ3部 | 38           | 21           | 15           | 2            | 75           | 35           | 78           | 1位          |             |
| 2016-17  | ブンデスリーガ2部 | 34           | 13           | 11           | 10           | 53           | 46           | 50           | 5位          | 2回戦敗退   |
| 2017-18  | ブンデスリーガ2部 | 34           | 11           | 8            | 15           | 42           | 52           | 41           | 14位         | 2回戦敗退   |
| 2018-19  | ブンデスリーガ2部 | 34           | 11           | 9            | 14           | 41           | 48           | 42           | 12位         | 1回戦敗退   |
| 2019-20  | ブンデスリーガ2部 | 34           | 8            | 8            | 18           | 32           | 58           | 32           | 18位         | 2回戦敗退   |
| 2020-21  | ブンデスリーガ3部 | 38           | 23           | 6            | 9            | 61           | 29           | 75           | 1位          | 2回戦敗退   |
| 2021-22  | ブンデスリーガ2部 | 34           | 7            | 11           | 16           | 33           | 46           | 32           | 16位         | 2回戦敗退   |
| 2022-23  | ブンデスリーガ3部 | 34           |              |              |              |              |              |              | 位           | 1回戦敗退   |

## 現所属メンバー
2022年2月3日現在
注：選手の国籍表記はFIFAの定めた代表資格ルールに基づく。
| No. | Pos. |              | 選手名                            |
| --- | ---- | ------------ | --------------------------------- |
| 1   | GK   | ドイツ       | ケヴィン・ブロール                |
| 3   | DF   | ドイツ       | ミヒャエル・アコト ()             |
| 4   | DF   | ドイツ       | ティム・クニッピング              |
| 5   | MF   | ドイツ       | ヤニック・シュターク              |
| 7   | FW   | ギリシャ     | パナギオティス・ヴラホディモス () |
| 8   | MF   | ドイツ       | ハインツ・メルシェル              |
| 9   | FW   | ドイツ       | パスカル・ゾーム                  |
| 10  | MF   | ドイツ       | パトリック・ヴァイラウフ          |
| 11  | FW   | ドイツ       | アギエマン・ディアウジー          |
| 14  | FW   | オーストリア | フィリップ・ホジナー              |
| 15  | DF   | ドイツ       | クリス・レーヴェ                  |
| 16  | DF   | ドイツ       | ロビン・ベッカー                  |
| 17  | MF   | ドイツ       | モリス・シュレーター              |

| No. | Pos. |                | 選手名                              |
| --- | ---- | -------------- | ----------------------------------- |
| 19  | MF   | ドイツ         | ルカ・ヘアン・ミュラー              |
| 20  | MF   | 大韓民国       | ソ・ジョンミン                      |
| 21  | DF   | オーストリア   | ミヒャエル・ゾルバウアー            |
| 22  | GK   | ロシア         | アントン・ミトリュシュキン          |
| 24  | GK   | ドイツ         | パトリック・ ヴィーガーズ           |
| 25  | FW   | オーストラリア | ブランドン・ボレロ ()               |
| 26  | DF   | ドイツ         | ゼーレン・ゴンター                  |
| 29  | MF   | オーストリア   | ザーシャ・ホルバト                  |
| 36  | MF   | ドイツ         | ニクラス・ハウプトマン              |
| 37  | MF   | ドイツ         | オリヴァー・バティスタ＝マイアー () |
| 40  | MF   | ドイツ         | エーリヒ・ベルコ                    |
| --  | MF   | ドイツ         | マルセル・フランケ                  |
| --  | MF   | ドイツ         | ジェニス・ブルニッチ                |

※括弧内の国旗はその他保有国籍、もしくは市民権、星印はEU圏外選手を示す。
in
注：選手の国籍表記はFIFAの定めた代表資格ルールに基づく。
| No. | Pos. |        | 選手名                                  |
| --- | ---- | ------ | --------------------------------------- |
| --  | MF   | ドイツ | マルセル・フランケ (ノリッジ・シティFC) |

| No. | Pos. |        | 選手名                                        |
| --- | ---- | ------ | --------------------------------------------- |
| --  | MF   | ドイツ | ジェニス・ブルニッチ (ボルシア・ドルトムント) |

out
注：選手の国籍表記はFIFAの定めた代表資格ルールに基づく。
| No. | Pos. |        | 選手名                                   |
| --- | ---- | ------ | ---------------------------------------- |
| --  | DF   | ドイツ | マルク・ヴァックス (VfLオスナブリュック) |

| No. | Pos. |  | 選手名 |
| --- | ---- |  | ------ |

## 歴代監督
- ジークフリート・ヘルト 1993-1994
- ホルスト・ルベッシュ 1994-1995
- ハンス＝ユルゲン・クライシェ 1995-1996
- ラルフ・ルーゼ 2011-2012
- オラフ・ヤンセン 2013-2014
- ステファン・ボガー 2014-2015
- ピーター・ネーメト 2015
- ウーヴェ・ノイハウス 2015-2018
- マイク・ヴァルプルギス 2018-2019
- クリスティアン・フィエル 2019
- マルクス・カウチンスキ 2019-

## 歴代所属選手
- ハンス＝ユルゲン・クライシェ 1964-78
- クラウス・ザマー 1965-75
- ジークマール・ヴェットリッヒ 1967-1975
- ウルフ・キルステン 1983–1990
- マティアス・ザマー 1985-1990
- アレクサンダー・ツィックラー 1992-1993
- イェンス・イェレミース　1994-1995
- ジョシュア・ケネディ 2005-2006
- ダリオ・ダバツ 2001-2003
- ニルス・テイシェイラ 2014-2017
- マヌエル・コンラート 2016-
- ペニエル・ムラパ 2017-

## 提携関係
オーストリアのサッカークラブSCラインドルフ・アルタッハ（ SC Rheindorf Altach）と提携関係を結んでいる。